# Drásov (okres Příbram)
Drásov (německy Drasau, dříve Drazov či Dražov) je obec v okrese Příbram ve Středočeském kraji, asi 8 km východně od Příbrami. Žije zde 432 obyvatel.

## Historie
První písemná zmínka o obci pochází z roku 1057.

## Obecní správa

### Části obce
Území obce je tvořeno jediným katastrálním územím, Drásov u Příbramě. Evidenčně se dělí na dvě části: 
- Drásov. Část je tvořena dvěma nesouvisejícími územími.
- Skalka

Součástí obce jsou také základní sídelní jednotky Drásov - Cihelna, Skalka - Samoty, Skalka - Dvůr (součástí lokality Dvůr jsou i budovy Letiště Příbram) 
Sousedními obcemi sídla jsou Ouběnice, Suchodol, Dubenec, Dlouhá Lhota a Višňová.
V letech 1850 až 1900 byl Drazov (Dražov) součástí obce Dlouhá Lhota.

### Územněsprávní začlenění
Dějiny územněsprávního začleňování zahrnují období od roku 1850 do současnosti. V chronologickém přehledu je uvedena územně administrativní příslušnost obce v roce, kdy ke změně došlo:
- 1850 země česká, kraj Praha, politický okres Příbram, soudní okres Dobříš, obec Dlouhá Lhota[4]
- 1855 země česká, kraj Praha, soudní okres Dobříš, obec Dlouhá Lhota
- 1868 země česká, politický okres Příbram, soudní okres Dobříš, obec Dlouhá Lhota
- 1939 země česká, Oberlandrat Tábor, politický okres Příbram, soudní okres Dobříš[5]
- 1942 země česká, Oberlandrat Praha, politický okres Příbram, soudní okres Dobříš[6]
- 1945 země česká, správní okres Příbram, soudní okres Dobříš[7]
- 1949 Pražský kraj, okres Dobříš[8]
- 1960 Středočeský kraj, okres Příbram
- 2003 Středočeský kraj, okres Příbram, obec s rozšířenou působností PříbramKaplička a hospoda v centru obce

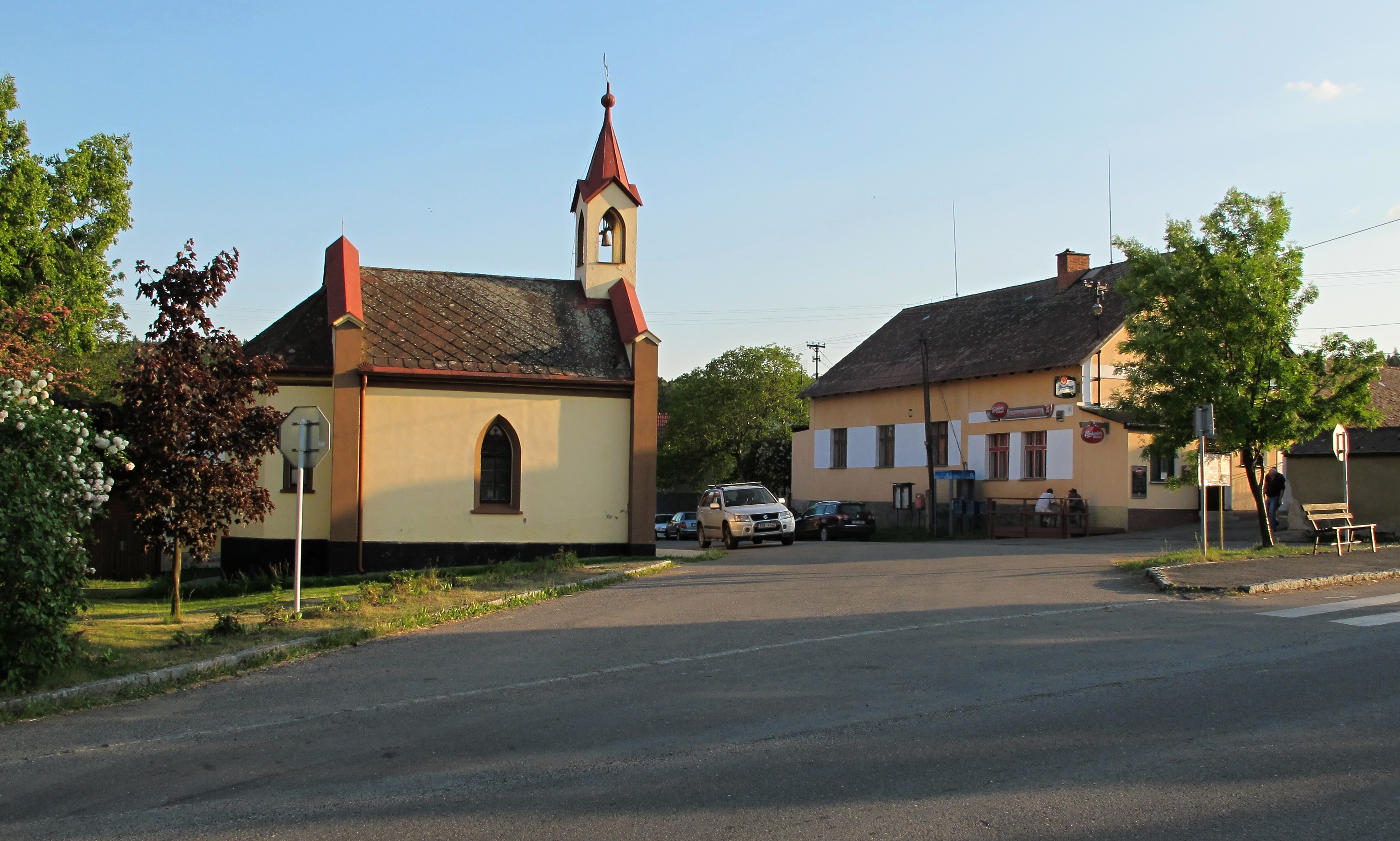
Kaplička a hospoda v centru obce

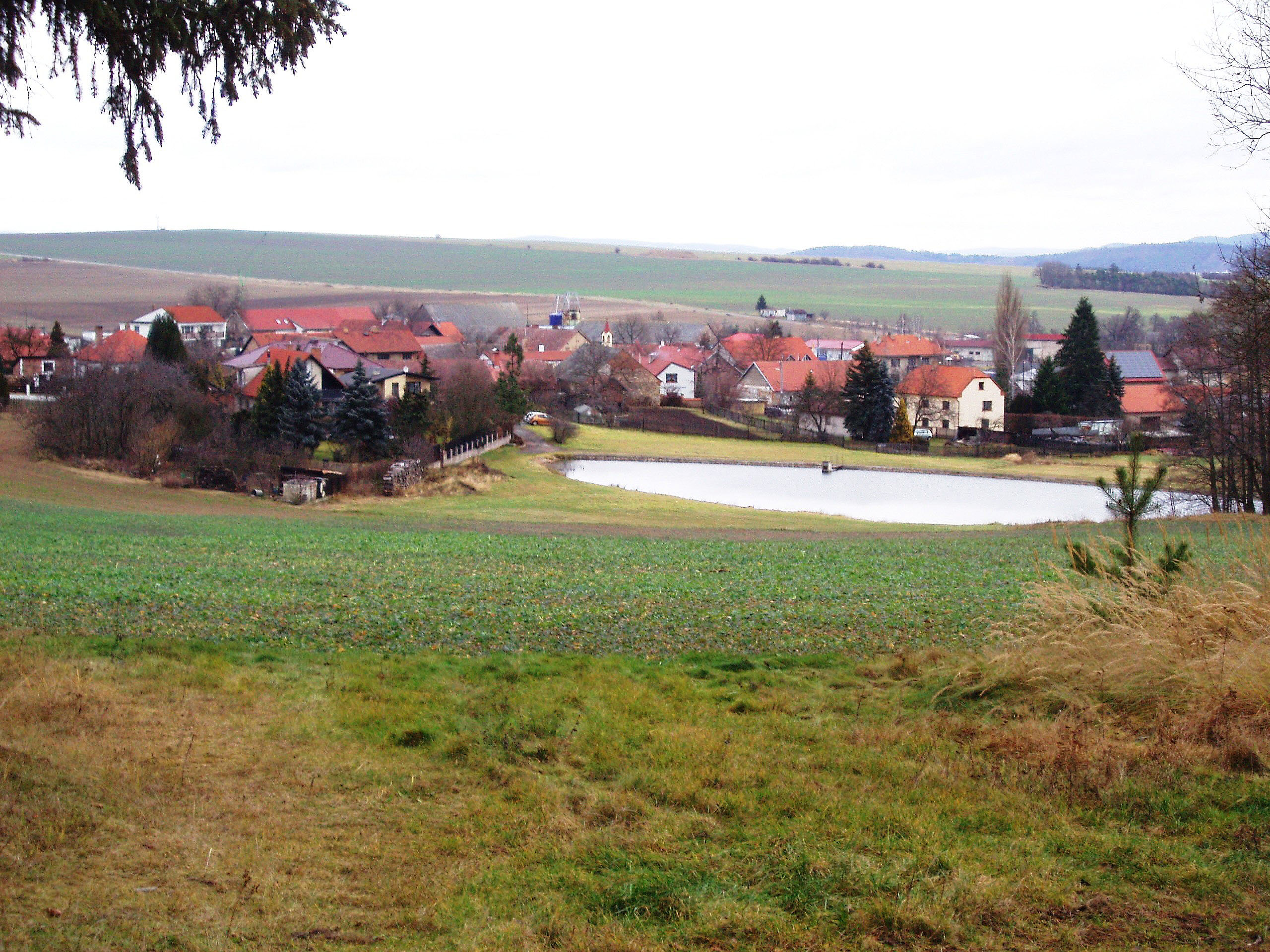
Drásov - pohled od lesa

## Společnost

### Rok 1932
V obci Drásov (přísl. Cihelna, 300 obyvatel) byly v roce 1932 evidovány tyto živnosti a obchody: cihelna, 3 hostince, kovář, 2 mlýny, 2 obuvníci, 5 rolníků, 2 obchody se smíšeným zbožím, 2 trafiky.

## Doprava

### Dopravní síť
Obcí prochází silnice I/18 Rožmitál pod Třemšínem – Příbram – Sedlčany – Votice. Do obce dále vedou silnice III. třídy. Územím obce vede dálnice D4. Železniční trať ani stanice či zastávka na území obce nejsou.

### Autobusová doprava 2024
Autobusovou dopravu v obci Drásov zajišťují společnosti Arriva Střední Čechy, ČSAD Benešov a Martin Uher. Obec je součástí Pražské integrované dopravy (PID). Pod obec spadají zastávky Drásov, Drásov,Cihelna, Drásov,Skalka a Drásov,Skalka,letiště. Obec obsluhují autobusové linky 515, 530 a 754 a zastávku Drásov,Skalka také linky 393, 395 a 517. Linky 393 a 395 zajišťují spojení z Příbrami na Smíchovské nádraží v Praze, přičemž linka 395 jede přes Dobříš a linka 393 nikoliv. Linka 515 spojuje Příbram s obcemi Dubno, Drásov, Višňová, Ouběnice, Daleké Dušníky, Nečín, Hřiměždice, Drevníky, Županovice a Borotice. Linka 517 zajišťuje spojení mezi Příbramí, Hájemi, Dubencem, Dlouhou Lhotou, Obořištěm, Dobříší a Voznicí. Linka 530 nabízí spojení mezi Příbramí, Drásovem a Kamýkem nad Vltavou. Linka 754 spojuje Příbram s Drásovem, Sedlčany a Benešovem.